# بني كامل (كشر)

تعديل مصدري - تعديل

بني كامل هي إحدى قرى عزلة انهم الشرق بمديرية كشر التابعة لمحافظة حجة، بلغ تعداد سكانها 257 نسمة حسب تعداد اليمن لعام 2004.